# Constitución de la Provincia de Entre Ríos
La Constitución de la Provincia de Entre Ríos es la norma fundamental de la provincia de Entre Ríos en Argentina. La versión actual fue sancionada el 11 de octubre de 2008 en la ciudad de Concepción del Uruguay.

## Historia
El gobernador Lucio Norberto Mansilla hizo sancionar, el 16 de junio de 1822, la primera constitución provincial para Entre Ríos, el Estatuto Constitucional, el cual él mismo había elaborado junto con Domingo de Oro y el doctor Pedro José Agrelo firmaron la misma en la Sala de Sesiones en Paraná 13 de marzo el presidente de la cámara Marcelino Peláez, los diputados José Soler, José Francisco Taborda, Pantaleón Panelo y Casiano Calderón, siendo el secretario Ignacio Luis Moreira. Esta constitución fue la primera sancionada por una provincia argentina.
Una Convención Constituyente reunida en Paraná en 1860, dictó una nueva constitución provincial. Hasta entonces, el Estado de Buenos Aires que no formaba parte de la Confederación Argentina y Paraná era la capital provisional. Al ingresar Buenos Aires a la Confederación, Entre Ríos dejó de ser la capital y Justo José de Urquiza, quien era presidente de la misma, fue elegido por la Asamblea Constituyente como gobernador.
La constitución fue reformada en 1903, durante la gobernación de Enrique Carbó.

### Reforma de 1933
En 1933, bajo el gobierno de Luis Lorenzo Etchevehere, se reformó la constitución para incluir nuevos derechos. La constitución de 1933 fue considerada de avanzada para su época en materia de derechos sociales, ya que incluía el voto femenino, el fomento de las cooperativas, el amparo judicial y el habeas corpus y la estabilidad del empleado público, entre otros.
En el período 1946-1955, sufrió nuevas modificaciones pero se restableció la Constitución de 1933 luego del derrocamiento de Juan Domingo Perón. 

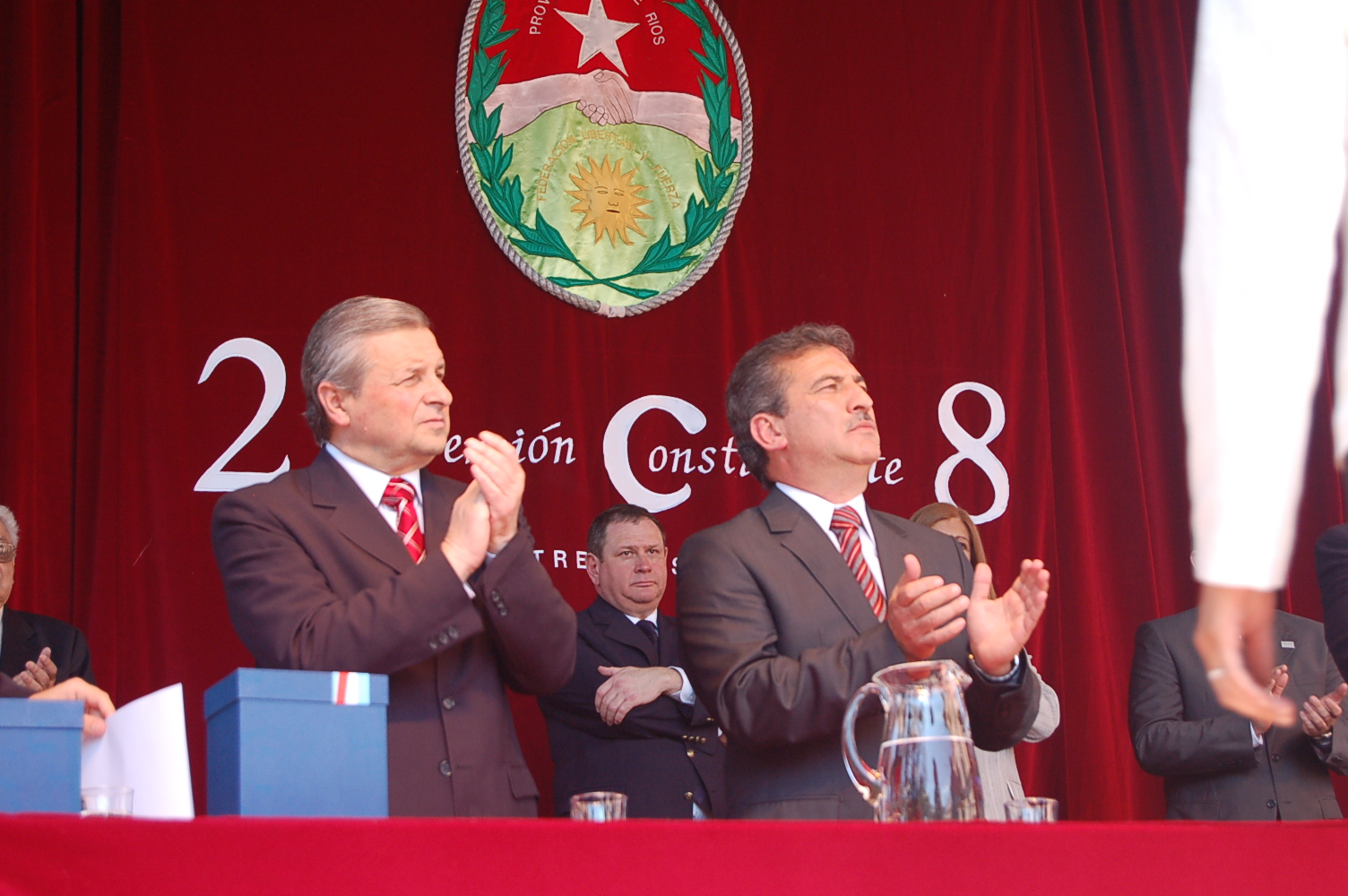
El Vicegobernador de Entre Ríos, José Eduardo Lauritto, junto al Gobernador Sergio Urribarri, durante el acto de jura de la nueva Constitución de la Provincia de Entre Ríos, octubre de 2008.

### Reforma de 2008
En 2005 fue aprobada una consulta popular a favor de reformar la constitución, y en 2007 se eligieron convencionales constituyentes.
El 11 de octubre de 2008 quedó sancionada la nueva reforma constitucional. La misma se desarrolló en Concepción del Uruguay. La Asamblea Constituyente que modificó la Constitución de Entre Ríos se reunió por primera vez en Paraná, en el mes de enero. Fue impulsada y presidida por el exgobernador Jorge Pedro Busti. En esta reforma se incluyeron los derechos de tercera generación, como el cuidado del medio ambiente, políticas de crédito y el ingreso y ascenso en la administración pública por concurso y el habeas data, entre otros.